# 워드 스윙글

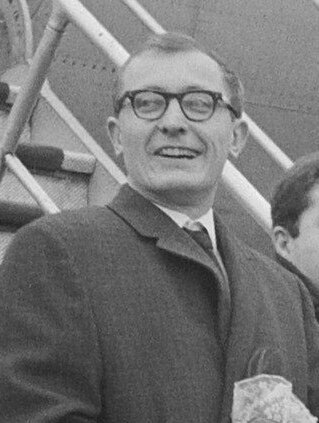

워드 스윙글(Ward Swingle, 1927년 9월 21일 ~ 2015년 1월 19일)은 미국의 재즈 음악가이다. 1962년 프랑스에서 혼성 8인조 음악 그룹 스윙글 싱어즈(Swingle Singers)를 창단하였다.